# Baeometra uniflora
Baeometra es un género monotípico de plantas herbáceas, perteneciente a la familia Colchicaceae. Su única especie, Baeometra uniflora (Jacq.) G.J.Lewis, es originaria de la provincia del Cabo en Sudáfrica.

## Descripción
Es originaria de África del Sur, donde se le llama comúnmente el lirio escarabajo debido a las marcas oscuras en los tépalos. La única especie fue descrita como Baeometra columellaris por el botánico británico Salisbury en 1812, pero en realidad había sido descubierta y descrita ya en 1793, pintada por el botánico austriaco Jacquin como Melanthium uniflorum. El nombre correcto de la especie fue resuelto de esta forma en 1941 por el botánico sudafricano Gwendoline Joyce Lewis, para ser Baeometra uniflora (Salisb.) G.J.Lewis. El epíteto significa en realidad "flor simple", que se contradice con el hecho de que la madre normalmente lleva al menos dos flores amarillentas.
La especie está relacionada con el género Wurmbea, que está presente en el sur de África y Australia, y se sabe que es una planta venenosa que contiene el alcaloide colchicina. Se ha introducido a Australia, donde se considera que es un invasor, y no deseada, de la flora local.

## Taxonomía
Baeometra uniflora fue descrita por (Jacq.) G.J.Lewis y publicado en Journal of South African Botany 7: 59. 1941.
Sinonimia
- Melanthium uniflorum Jacq., Collectanea 4: 100 (1791).
- Kolbea uniflora (Jacq.) Harv., Gen. S. Afr. Pl.: 354 (1838).
- Melanthium aethiopicum Desr. in J.B.A.M.de Lamarck, Encycl. 4: 29 (1797).
- Baeometra columellaris Salisb., Trans. Hort. Soc. London 1: 330 (1812).
- Melanthium flavum Sm. in A.Rees, Cycl. 23: 7 (1812).
- Epionix flava Raf., Fl. Tellur. 2: 31 (1837).
- Epionix rubra Raf., Fl. Tellur. 2: 31 (1837).
- Baeometra breyniana Baill., Hist. Pl. 12: 588 (1894), nom. illeg.[6]